# Aviosuperficie Serristori

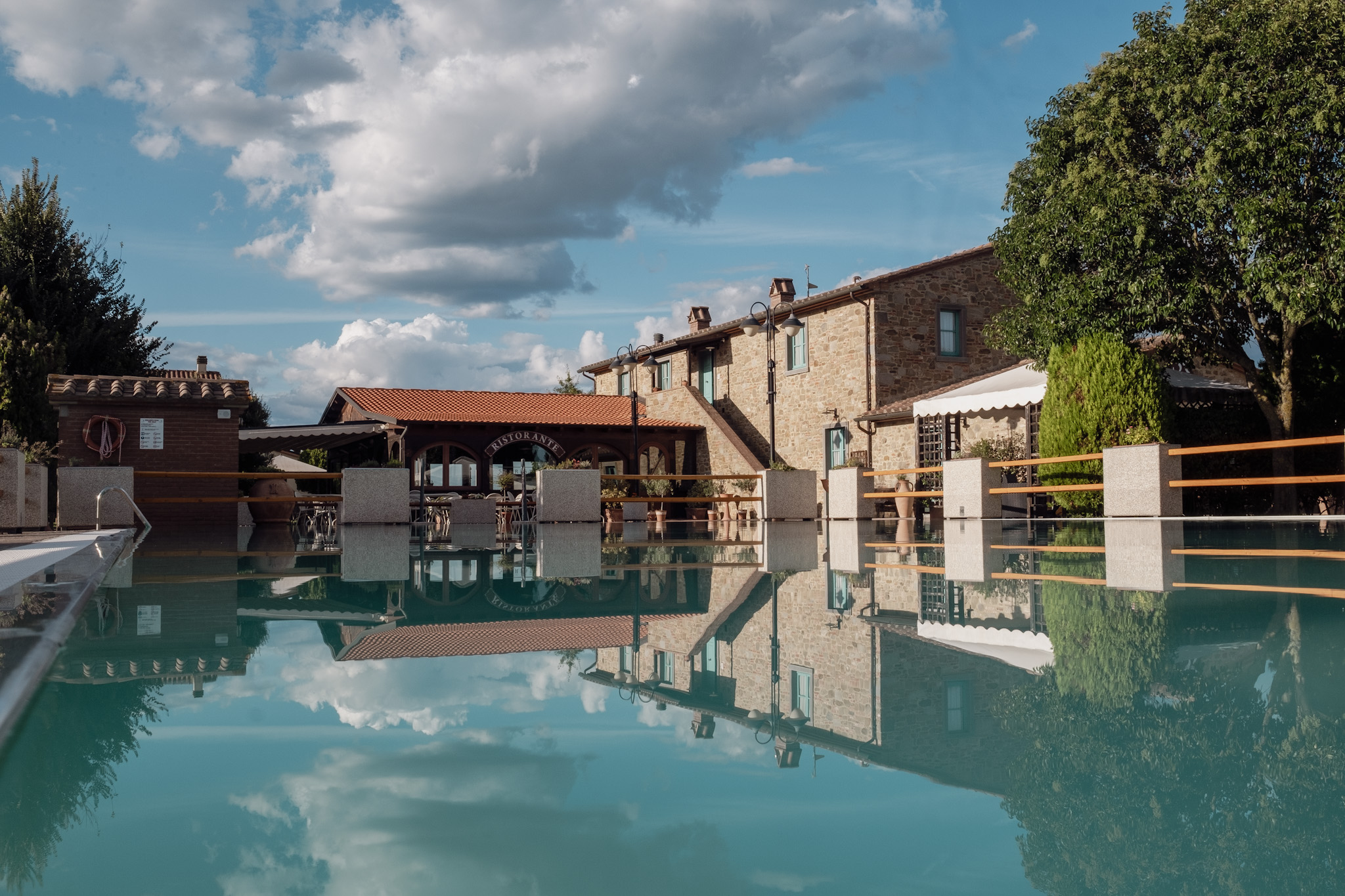
Vista dell'edificio principale con reception e ristorante, piscina in primo piano

L'aviosuperficie Serristori (IATA: nessuno, ICAO: LIQQ) è un'aviosuperficie italiana certificata dall'ENAC e ubicata nelle vicinanze di Castiglion Fiorentino, in provincia di Arezzo. 
L'aviosuperficie Serristori è gestita dall'Aero Club Serristori, fondato nel 1996 come associazione sportiva dilettantistica, federato all'Aero Club d'Italia, al CONI, e iscritto nel registro provinciale del volontariato per la Protezione Civile.
L'Aero Club Serristori ospita anche le sedi della Federazione Italiana Piloti Disabili e dell'associazione "Baroni Rotti" di cui il WeFly! Team è portavoce.

## Strutture e dati tecnici
L'aviosuperficie è dotata di una pista di asfalto lunga 500 m e di una in erba lunga 600 m, l'altitudine è di 264 m, l'orientamento delle piste è 16/34. L'aviosuperficie è aperta al traffico dall'alba al tramonto.
Presso l'aviosuperficie si tengono corsi per il conseguimento delle licenze EASA LAPL e PPL, corsi per il conseguimento dell'attestato VDS, VDS avanzato, abilitazione alla fonia in lingua Italiana ed Inglese ed altre abilitazioni VDS e corsi per il conseguimento di Licenze ENAC per il volo con Droni.